# Шарганская восьмёрка
Шарганская восьмёрка (серб. Шарганска осмица / Šarganska osmica) — уникальная историческая узкоколейная железная дорога в Сербии, проходящая между населёнными пунктами Мокра-Гора и Шарган-Витаси. Популярная туристическая достопримечательность, входит в число так называемых «Семи сербских чудес».

## История строительства
Прокладка железной дороги между деревней Мокра-Гора и Шарганским перевалом началась ещё в 1916 году как часть большого проекта по железнодорожному соединению Боснии с Сербией, единого сообщения, связывающего такие города как Белград, Ужице, Вишеград и Сараево. Строительству препятствовал сложный рельеф, путь пролегал через высокие ущелья и резкие обрывы — к разработке проекта были привлечены первоклассные специалисты, которым пришлось найти соответствующие рельефу технические решения. Шириной колеи приняли 760 мм, поскольку узкоколейные железные дороги оказывались в данной ситуации значительно дешевле и лучше отвечали предъявляемым требованиям. В ходе строительства были устроены 5 мостов и 22 туннеля, а общая протяжённость маршрута составила 58 км.
Дорога получила название «Восьмёрка», так как при виде сверху на одном из отрезков она образовывала фигуру, похожую на цифру 8 — такая необычная форма продиктована значительным перепадом высот (около 300 м) с частыми изгибами путей. Первый поезд прошёл по ней в 1925 году.

## Туристический объект
В 1974 году дорогу пришлось закрыть из-за низкой рентабельности, однако в 1998 году власти решили восстановить её, сделав туристической достопримечательностью. Первое время реставрационные работы осуществлялись исключительно группой энтузиастов, они привлекли к себе внимание общественности и смогли наладить финансирование из различных источников, в том числе проект взяли под свой контроль Министерство туризма Сербии и главная железнодорожная компания страны «Железнице Србије». В результате в 2003 году открылся туристический маршрут «Шарганская восьмёрка» протяжённостью 15,5 км.
Сегодня дорога превратилась в полноценный музейно-туристический и архитектурный комплекс, каждый день здесь проходят по 3-4 ретро-состава с пассажирскими вагонами, по сербской территории через четыре станции (Мокра-Гора, Ятаре, Голубичи, Шарган-Витаси), тогда как раз в неделю поезд заходит в Боснию. Сообщение осуществляется круглогодично (в зимнее время маршрут сокращён). На обратном пути состав периодически останавливается, чтобы туристы смогли сфотографировать наиболее живописные места.

## Отражение в культуре
«Шарганская восьмёрка» нашла отражение в массовой культуре. В 2004 году здесь снимался знаменитый фильм Эмира Кустурицы «Жизнь как чудо» — по сюжету кинокартины главный герой одержим мыслю о создании собственной железной дороги. Для съёмок были построены декорации, которые впоследствии стали частью этого туристического комплекса.